# Mouvement Souveraineté-Association

Logo du comité du OUI lors du référendum de 1980

Le Mouvement Souveraineté-Association (ou MSA) est un mouvement politique créé par René Lévesque en novembre 1967 dans le but de promouvoir les idées de l'indépendance de la province de Québec, au Canada, et de la création d'un partenariat économique permanent entre le Canada et un Québec indépendant. L'idée maîtresse survit au mouvement politique MSA et sera portée par le Parti québécois jusqu'à l'échec référendaire de 1980.

## Historique
Il est généralement admis que le mouvement souverainiste est né dans les années 1960, avec la Révolution tranquille. L'utilisation du terme souveraineté, ainsi que la plupart des idées du mouvement, est issue du Mouvement Souveraineté-Association (MSA) fondé par René Lévesque 4 mois après que de Gaulle se fut écrié le 24 juillet de la même année, VIVE le Québec LIBRE ! En effet « ... les 18 et 19 novembre 1967, plus de 400 délégués du Québec se réunissent à Montréal autour de René Lévesque afin de structurer et organiser les appuis à la souveraineté-association ». C'est de la fusion de ce mouvement avec le Ralliement national qu'est issu le Parti québécois, qui fut fondé en 1968. Avant le MSA, on parlait plutôt du mouvement indépendantiste québécois, lequel s'inspirait grandement du mouvement planétaire en faveur de la décolonisation.

## Souveraineté-Association
La Souveraineté-Association est la combinaison de deux concepts :
- L'obtention de la souveraineté de l'État du Québec.
- La création d'une association politique et économique entre le nouvel État indépendant et le Canada.

Ces idées furent présentées pour la première fois dans le manifeste politique de René Lévesque intitulé Option Québec.
Le Parti québécois définit la souveraineté comme étant « le pouvoir d'un État de faire ses lois, de prélever ses impôts et d'établir ses relations extérieures » (extrait du discours sur la souveraineté lors du référendum de 1980).
Le type d'association souhaité entre un Québec indépendant et le reste du Canada fut décrit comme une union monétaire et douanière de même que des institutions communes servant à administrer les relations entre les deux pays. La principale source d'inspiration de ce concept était la Communauté européenne alors naissante.
L'importance du trait d'union entre les mots « souveraineté » et « association » était souvent notée par René Lévesque et les autres membres du Parti québécois pour bien faire comprendre que les deux étaient inséparables. La raison qu'on évoquait était que si le Canada décidait de boycotter les exportations d'un Québec devenu indépendant, le nouveau pays aurait à subir des temps économiques très difficiles étant donné qu'à l'époque les barrières tarifaires entre le Canada (y compris le Québec) et les États-Unis étaient très élevées. Le Québec et ses 7 millions d'habitants se seraient donc retrouvés coincés entre deux pays dont le protectionnisme économique était impénétrable.
Après la signature de l'accord de libre-échange entre les États-Unis et le Canada (ALENA), les partisans de la « Souveraineté-Association » ont révisé leur thèse, et la nécessité de l'association économique et politique avec le Canada est devenue optionnelle. Cette association est toujours souhaitée par beaucoup de souverainistes, mais advenant l'échec des négociations entre le Québec et le Canada, les souverainistes jugent que la souveraineté serait tout de même économiquement viable, car le Québec pourrait, comme c'est le cas actuellement, exporter librement vers le marché américain. Depuis lors, les membres du Parti québécois et leurs sympathisants font souvent référence à la « souveraineté » uniquement.
Ceux en faveur de l'indépendance hésitent entre parler de « souveraineté » ou d'« indépendance », même si les deux termes sont considérés comme des synonymes par beaucoup. Une partie de la gauche souverainiste préfère utiliser le mot « indépendance » et ils sont souvent stigmatisés pour ce choix. Aujourd'hui, le terme de « Souveraineté-Association » est beaucoup moins utilisé, bien que parfois entendu (cf. la partie modernisation ci-dessous).